# 乌鲁木齐五·一九骚乱
乌鲁木齐五·一九骚乱，是1989年5月19日在中国新疆维吾尔自治区乌鲁木齐市人民广场发生的骚乱事件，由起初穆斯林示威者的游行演变成针对新疆维吾尔自治区党政机关的暴力事件。

## 事件经过
1989年3月，上海文化出版社出版发行《性风俗》一书，该书部分内容被认为侮辱了伊斯兰教，引起中国大陆一些地方穆斯林的不满。5月18日，以维吾尔族、回族为主的穆斯林已经开始在乌鲁木齐市主要街道进行游行示威。5月19日，游行示威最终在人民广场的中共新疆维吾尔自治区委办公厅区域升级为暴力冲突，最终约有2000人参与针对新疆维吾尔自治区人大办公楼、中共新疆维吾尔自治区委大院的打砸和袭击。他们高呼“伊斯兰革命万岁”、“打倒独裁”、“坚决制止汉族自流人员进疆”口号。
新疆维吾尔自治区人民政府派出1000名公安民警和1200名武警驱散骚乱人群，逮捕173人。事件导致150多人受伤，2000多扇窗户受损，30多辆机动车损毁，154名公安干警、武警官兵、党政机关工作人员被打伤。《性风俗》一书被禁止发行，作者柯勒（山西人民出版社编辑任忱）、桑娅（希望出版社校对员王亚宁）及太原希望出版社经理毕建英被严肃处理。任忱“已构成文字侮辱伊斯兰教罪”，被判处有期徒刑一年零六个月。毕建英劳教一年。王亚宁行政记过一次。